# كتلة الجسم دون الدهون

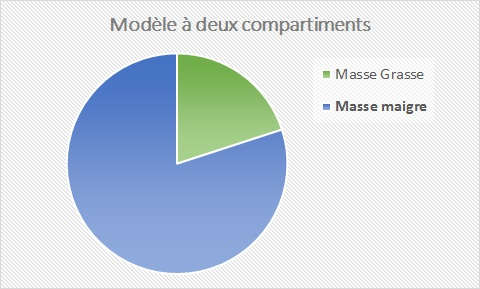

كتلة الجسم دون الدهون (بالإنجليزية: Lean body mass (LBM))‏، أو الكتلة الخالية من الدهون، أو كُتْلَةُ الجِسْمِ الغَثّ هي أحد مكونات تكوين الجسم، ويتم حسابها بطرح وزن الدهون في الجسم من إجمالي وزن الجسم: وزن الجسم الكلي هو كتلة الجسم دون الدهون زائد الدهون. في المعادلات:
LBM   =   BW   −   BF
كتلة الجسم الغَثّ تساوي وزن الجسم ناقص دهون الجسم
LBM   +   BF   =   BW
كتلة الجسم الغَثّ بالإضافة إلى الدهون في الجسم تساوي وزن الجسم
عادة لا يتم اقتباس النسبة المئوية من إجمالي كتلة الجسم التي تكون خالية من الدهون- عادة ما تكون 60-90 ٪. بدلاً من ذلك، يتم حساب نسبة الدهون في الجسم، وهي المكمل، وعادة ما تكون 10-40 ٪. تم وصف كتلة الجسم الغَثّ (LBM) على أنها مؤشر أعلى من إجمالي وزن الجسم لوصف المستويات المناسبة من الأدوية ولتقييم الاضطرابات الأيضية، حيث أن الدهون في الجسم أقل صلة بعملية الأيض. تستخدم LBW من قبل أطباء التخدير لجرعة أدوية معينة. على سبيل المثال، نظرًا للقلق من الاكتئاب الناجم عن الأفيونيات بعد العملية الجراحية في المريض الذي يعاني من السمنة المفرطة، تعتمد الأفيونيات بشكل أفضل على وزن الجسم النحيل. يجب أن تستند جرعة تحريض البروبوفول أيضًا إلى LBW 

## تقدير وحساب كتلة الجسم الغَثّ LBM
عادة ما يتم تقدير كتلة الجسم الغَثّ LBM باستخدام الصيغ الرياضية. توجد عدة صيغ، لها فائدة مختلفة لأغراض مختلفة. على سبيل المثال، فإن صيغة Boer هي الطريقة المفضلة لتقدير LBM لحساب الجرعة المعطاة على النقيض من CT في الأفراد الذين يعانون من السمنة المفرطة مع مؤشر كتلة الجسم بين 35 و 40.
يمكن استخدام رسم مقطعي يعتمد على الطول والوزن ومحيط الذراع.

### Boer[2]
للرجال: كتلة الجسم الغَثّ LBM = (0.407 × W) + (0.267 × H) - 19.2
للنساء: كتلة الجسم الغَثّ LBM = (0.252 × W) + (0.473 × H) - 48.3
حيث W ترمز لوزن الجسم بالكيلوغرام و H ترمز للطول بالسنتيمتر.

### Hume
يمكن استخدام الصيغة التالية:
للرجال: كتلة الجسم الغَثّ LBM = (0.32810 × W) + (0.33929 × H) - 29.5336
للنساء: كتلة الجسم الغَثّ LBM = (0.29569 × W) + (0.41813 × H) - 43.2933
حيث W ترمز لوزن الجسم بالكيلوغرام و H ترمز للطول بالسنتيمتر.

## القياس الفعلي
بدلاً من التقدير الرياضي، يمكن حساب القيمة الفعلية لـكتلة الجسم الغَثّ LBM باستخدام تقنيات متنوعة مثل قياس امتصاص الأشعة السينية المزدوج الطاقة (DEXA).